# The Jive Collection Volume 1
Albums de Whodini
Bag-a-Trix
(1991) Six
(1996)
The Jive Collection Volume 1 est une compilation de Whodini, sortie le 27 juin 1995.

## Liste des titres
| No  | Titre                             | Durée |
| --- | --------------------------------- | ----- |
| 1.  | Haunted House of Rock             | 6:32  |
| 2.  | Magic's Wand                      | 5:38  |
| 3.  | Five Minutes of Funk              | 5:23  |
| 4.  | Freaks Come Out at Night          | 4:44  |
| 5.  | Big Mouth                         | 2:49  |
| 6.  | Escape (I Need a Break)           | 3:40  |
| 7.  | Friends                           | 4:40  |
| 8.  | Funky Beat                        | 5:03  |
| 9.  | One Love                          | 5:30  |
| 10. | I'm a Ho                          | 4:04  |
| 11. | Fugitive                          | 6:20  |
| 12. | Big Mouth (Beat Box Mix)          | 5:07  |
| 13. | Grandmaster Dee's Haunted Scratch | 3:30  |
| 14. | Whodini Friends Mastermix         | 7:10  |